# Eleição municipal de Rio Verde em 2020
A eleição municipal de Rio Verde em 2020 está prevista para ocorrer no dia 15 de novembro (primeiro turno) e 29 de novembro (segundo turno). Esta cidade goiana
é a 4° mais populosa de Goiás possui 235 647 habitantes, entre eles os eleitores que neste dia votaram para definir o seu prefeito e os seus 25 vereadores.
Originalmente, as eleições ocorreriam em 4 de outubro (primeiro turno) e 25 de outubro (segundo turno), porém, com o agravamento da pandemia do novo coronavírus (SARS-CoV-2), causador da Covid-19, as datas foram modificadas com a promulgação da Emenda Constitucional nº 107/2020.

## Contexto político e pandemia
As eleições municipais de 2020 estão sendo marcadas, antes mesmo de iniciada a campanha oficial, pela pandemia do coronavírus SARS-CoV-2 (causador da COVID-19), o que está fazendo com que os partidos remodelem suas metodologias de pré-campanha. O Tribunal Superior Eleitoral (TSE) autorizou os partidos a realizarem as convenções para escolha de candidatos aos escrutínios por meio de plataformas digitais de transmissão, para evitar aglomerações que possam proliferar o vírus. Alguns partidos recorreram a mídias digitais para lançar suas pré-candidaturas.
Além disso, a partir deste pleito, será colocada em prática a Emenda Constitucional 97/2017, que proíbe a celebração de coligações partidárias para as eleições legislativas, o que pode gerar um inchaço de candidatos ao legislativo. Conforme reportagem publicada pelo jornal Brasil de Fato em 11 de fevereiro de 2020, o país poderá ultrapassar a marca de 1 milhão de candidatos a prefeito, vice-prefeito e vereador neste escrutínio, o que não seria necessariamente bom, na opinião do professor Carlos Machado, da UnB (Universidade de Brasília): “Temos o hábito de criticar de forma intensa a coligação partidária, sem parar para refletir sobre os elementos positivos dela. O número de candidatos que um partido pode apresentar numa eleição, varia se ele estiver dentro de uma coligação, porque quando os partidos participam de uma coligação, eles são considerados como um único partido", afirmou Machado na reportagem.
- Atualizado até 11h52min, sexta-feira, 14 de março de 2025 (UTC)

Pré-candidatos(as) à prefeitura de Rio Verde até o momento
| Pré-candidato(a)  | Partido | Cargo(s) anterior(es)                       |
| ----------------- | ------- | ------------------------------------------- |
| Paulo do Vale     | (DEM)   | Prefeito de Rio Verde                       |
| Osvaldo Fonseca   | (MDB)   | ex-diretor técnico do Hurso                 |
| Karlos Cabral     | (PDT)   | Deputado Estadual                           |
| Valdemar de Paula | (PT)    | presidente do SINTEGO regional de Rio Verde |